# Phyciodes aestiva
Phyciodes aestiva är en fjärilsart som beskrevs av Edwards 1878. Phyciodes aestiva ingår i släktet Phyciodes och familjen praktfjärilar. Inga underarter finns listade i Catalogue of Life.